# Carboxypeptidase B2
Die Carboxypeptidase B2 (synonym TAFI, für Thrombin aktivierbarer Fibrinolyse Inhibitor, Carboxypeptidase U, CPU, Plasma carboxypeptidase B, pCPB) ist ein Protein im Blut, das die Blutgerinnung begünstigt, indem es die Auflösung von Blutgerinnseln (Fibrinolyse) hemmt.

## Funktionen

### Blutgerinnung
Beim Auflösen von Blutgerinnseln (Fibrinolyse) entstehen C-terminale Lysin-Reste, welche im Rahmen einer positiven Rückkopplung die Aktivität von Plasminogen und tPA deutlich verstärken. Diese Rückkopplung wird durch TAFI begrenzt, in dem es die C-terminalen Lysin-Reste abspaltet. TAFI wird unter anderem durch Thrombin (Faktor II) aktiviert. Wenn die Aktivität von TAFI einen bestimmten Grenzwert überschreitet, wird die Fibrinolyse dadurch gehemmt. Fällt die Aktivität von TAFI unter einen bestimmten Grenzwert, kommt es zur Anhäufung der C-terminale Lysin-Reste und damit zu einer starken Fibrinolyse.

### Entzündungshemmung
TAFI hemmt auch die Aktivität von Komplementkomponente C5, Osteopontin und Bradykinin, welche bei Entzündungsreaktionen eine wichtige Rolle spielt. Damit wirkt TAFI entzündungshemmend.